# Menjînske, Nikopol
Menjînske (în ucraineană Менжинське) este localitatea de reședință a comunei Menjînske din raionul Nikopol, regiunea Dnipropetrovsk, Ucraina.

## Demografie
Componența lingvistică a localității Menjînske
     Ucraineană (85,61%)
     Rusă (13,58%)
     Alte limbi (0,71%)
Conform recensământului din 2001, majoritatea populației localității Menjînske era vorbitoare de ucraineană (85,61%), existând în minoritate și vorbitori de rusă (13,58%).